# Elmizaur
Elmizaur, Elmisaurus – rodzaj drapieżnego dinozaura z grupy owiraptorozaurów z rodziny Caenagnathidae z późnej kredy. Był teropodem, który posiadał zrośnięte kości śródstopia.

## Nazwa
Znaczenie nazwy tego dinozaura to stopa jaszczura.

## Wielkość
Długość: 3-4 metry

## Pożywienie
Mięsożerny.

## Występowanie
Zamieszkiwał Azję (Mongolia) pod koniec późnej kredy, w mastrychcie.

## Odkrycie
Holotypem jest kompletny lewy tarsometatarsus, a materiał kopalny opisany w 1981 roku przez Halszkę Osmólską obejmuje także kości prawej stopy, kości prawej dłoni, fragmenty niezidentyfikowanych kości kończyn oraz część prawego tarsometatarsus. Currie, Funston i Osmólska (2016) opisali dodatkowy materiał kopalny obejmujący głównie kości kończyn, ale także kość czołową, niekompletne kręgi i części żeber i kości miednicy. Funston i współpracownicy (2021) opisali niekompletny szkielet m.in. z zachowaną częścią kości czaszki, żuchwy, obręczy barkowej i miednicy. Podobieństwo kości tego szkieletu i odpowiadających im kości szkieletu Nomingia gobiensis doprowadziło powołanych autorów do wniosku, że N. gobiensis może być młodszym synonimem Elmisaurus rarus.

## Opis
Dwunożny, tylne kończyny większe od przednich.

## Gatunki
Gatunek typowy E. rarus opisała Halszka Osmólska.  w 1981 na podstawie materiału z mongolskiej części Gobi. Występował w mastrychcie około 71-65Ma. Zwierzę szacuje się na 3-4m długości - to dużo jak na owiraptorozaura. Jednak niedawne odkrycie z Chin ukazuje, że niektóre ptakopodobne owiraptorozaury osiągały także znacznie większe rozmary. Długość niedorosłego osobnika rodzaju Gigantoraptor oszacowano na 8m! Znalezione kości to przede wszystkim stopy i dłonie, 8 kręgów ogonowych i być może kość udowa i czaszka. W formacji Hell Creek w USA, pochodzącej z samego końca ery dinozaurów, znaleziono także kości stopy przypisywane temu gatunkowi. Doniesiono także o dwóch kolejnych osobnikach. Pierwszy składający się z kości piszczelowych i strzałkowych, kości stopy i śródstopia. Natomiast drugi okaz to kości śródstopia i różne inne fragmentaryczne pozostałości.
W 1989 r. włączony do rodzaju Elmisaurus został drugi gatunek, Elmisaurus elegans znany ze skamieniałości odkrytych na terenie prowincji Alberta w Kanadzie. Gatunek ten opisany został już w 1933 roku przez Parksa, który jednak zaliczył go wówczas do rodzaju Ornithomimus. Na pewno znany tylko z kanadyjskiej formacji Dinosaur Park (późny kampan); szczątki, które być może należą do tego zwierzęcia odkryto też w osadach formacji Hell Creek i wcześniejszej Judith River. Jeśli istotnie przypisywane mu skamieniałości należą do zwierząt z tego samego gatunku, to żył on w dość długim przedziale czasu - około 78-65 mln lat temu. Znaleziony materiał to kości stopy, śródstopia, być może kości zębowe i żuchwa. Jednak status rodzajowy amerykańskiego gatunku jest wciąż dyskusyjny, bo np. Hans-Dieter Sues uznał go za młodszy synonim Chirostenotes pergracilis. Z kolei Longrich i współpracownicy (2013) przenieśli ten gatunek do odrębnego rodzaju Leptorhynchos.